# Functional Overlapping Competing Jurisdiction
Functional Overlapping Competing Jurisdictions, FOCJ, (deutsch: Funktional überlappende konkurrierende Hoheit, Einzahl FOCUS) sind funktionale wirtschaftliche und/oder politische Körperschaften, die sich durch eine nichtstaatliche Zwangsgewalt und eine gewisse Steuerhoheit kennzeichnen. Sie wurden 1997 von Bruno S. Frey (Universität Zürich) und Reiner Eichenberger (Universität Freiburg, damals Zürich) entwickelt und werden von ihnen auch als neues Föderalismus-Modell propagiert. Die FOCJ gleichen einer moderaten Form der Panarchie und haben auch Gemeinsamkeiten mit dem Anarchokapitalismus.

## Vorläufer
Vor der Entstehung der Nationalstaaten war das Recht nicht nur an den Boden gebunden, sondern auch an die Person.
Ein Untertan des Kurfürsten von Trier konnte nur vor einem kurtrierischen Gericht oder in Ausnahmefällen vor einem Gericht des Heiligen Römischen Reiches belangt werden. Verübte er außerhalb des Hoheitsgebietes des Kurfürsten eine Straftat, musste er an ein kurtrierisches Gericht überstellt werden.
In den vorreformatorischen Kirchen übte jeder Vorsteher (Papst, Diözesanbischof, Patriarch) einer Teilkirche (Diözese,  Patriarchat) die unmittelbare Jurisdiktion  über seine (Teil-)Kirche aus.
Auch in der Geschichte des Schweizer Kantons Glarus gab es eine komplizierte Koexistenz von Evangelisch-Glarus und Katholisch-Glarus ohne territoriale Aufteilung.
Die in den Vereinigten Staaten verbreiteten Special-purpose districts weisen ähnliche Merkmale wie die FOCJ auf und können ebenfalls Steuern erheben,

## Konzept
Das Konzept geht von der Annahme aus, dass die Nationalstaaten in der globalen Gesellschaft überholt seien:

„Der Nationalstaat als einzige Identität des Bürgers ist in der globalen Gesellschaft überholt (...) Individuen können deshalb auch Bürger von Organisationen ausserhalb der Nation sein. Folgende Möglichkeiten lassen sich denken: Individuen sind Bürger sub-nationaler Körperschaften wie Regionen, Provinzen oder Gemeinden, oder aber supra-nationaler Körperschaften wie der Europäischen Union, der NATO, der Weltbank oder der UNO.“

 Als weitere Möglichkeiten werden Bürger halb-staatlicher, nicht-staatlicher, privater Organisationen oder gewinnorientierter Firmen aufgezählt.
Eigenverantwortliche Gebietskörperschaften oder nicht territoriale Organisationen stehen in einem direkten politischen und fiskalen Wettbewerb. Diese Einheiten können ihre Funktion selbst festlegen und dafür Abgaben erheben. Da jede Funktion eine andere Ausweitung erfordert, können sich die Gebietskörperschaften auch überlappen und konkurrieren so um Gemeinden und Bürger.
Mit Hilfe des Konzeptes der FOCJ würden – gemäß Bruno S. Frey und Reiner Eichenberger – die Vorteile des Föderalismus verstärkt und mit jenen der Zentralisierung in vielen Bereichen kombiniert. FOCJ sind nach ihrer Funktion bestimmt, stehen im Wettbewerb untereinander um Bürger und Gemeinden, verfügen über demokratische Institutionen und Steuerhoheit.
Durch die funktionale Orientierung dieser selbständigen Einheiten können sie den Bürgern nach deren Präferenzen einzelne oder mehrere Leistungen beziehungsweise Leistungspakete anbieten und so Größendegressioneffekte nutzen, was es ihnen erlaubt, die Leistungen kostengünstig anzubieten. Ferner können dadurch auch spill-overs vermieden werden, d. h. der Kreis der Nutznießer entspricht dem Kreis der Kostenträger. Auf lokale Nachfrageunterschiede wird Rücksicht genommen werden, da FOCJ geographisch nicht gebunden und dadurch flexibel sind. Die überlappende Struktur würde eine effiziente Größe dieser Einheiten garantieren. Demokratische politische Konkurrenz zwischen FOCJ führte zu der erwünschten fiskalischen Äquivalenz und einer ökonomischen Mittelverwendung, da FOCJ auch die Möglichkeit haben, Steuern für ihre Leistungserfüllungsaufgaben einzuheben. Kurz: FOCJ führen nach Meinung der Autoren zu mehr Flexibilität, besserer Präferenzentsprechung und zu einer Öffnung der politischen Märkte, die sonst von Politikerkartellen beherrscht würden.
FOCJ werden durch die Bürger gegründet, die auch selbst über ihre Leistungen, Entscheidungsmechanismen und Steuern entscheiden, die nicht erhöht, sondern «verschoben» werden. Die politischen Rechte der Staatsbürger bedürfen hierbei einer verstärkten verfassungsmäßigen Absicherung eigener Art.

## Anwendung des theoretischen Konzeptes
Die Zweckgemeinde ist ein Vorschlag des FOCJ-Konzeptes, der bisher noch nirgends zur Anwendung gekommen ist. Sie unterscheidet sich grundlegend vom Zweckverband, der eine lange Tradition aufweist.
Bruno S. Frey sieht eine Anwendungsmöglichkeit der FOCJ bei den grenzüberschreitenden EU-Regionen, wo sie durch politischen Wettbewerb das „Demokratiedefizit“ der EU verkleinern, große Wohlstandsgewinne erzielen und die Integration der osteuropäischen Völker ermöglichen könnten.